# Вулиця Вівсяна
Вулиця Вівсяна — вулиця у Залізничному районі міста Львова, в місцевості Сигнівка. Сполучає вулиці Городоцьку та Кавказьку.

## Історія
Вулиця виникла у складі підміського селища Сигнівка та мала назву Нова. Після входження селища до меж міста 11 квітня 1930 року, вулиці колишнього села були перейменовані або ж новоутвореним вулицям надавалися певні назви. Так, у 1934 році отримала назву Овсяна. Так звані «хлібні» назви дали цій та декільком сусіднім вулицям, через те, що неподалік розташовувалася найбільша у Львові хлібопекарня «Меркурій» (нинішній «Львівський хлібзавод № 1» ПрАТ «Концерн Хлібпром» на вул. Городоцькій, 168). Під час німецької окупації міста, а саме у 1943 році перейменована на Гаферґассе (укр. Вівсяна алея). За радянських часів, у липні 1944 році вулиця отримала російський аналог довоєнної назви вулиці — Овсяна і вже 1946 року вулиця отримала сучасну назву — Вівсяна.

## Забудова
Вулиця Вівсяна забудована одноповерховими приватними садибами 1930-х років у стилі польського конструктивізму, будинками барачного типу 1950-х років, новими індивідуальними забудовами.